# 長崎北郵便局
長崎北郵便局（ながさききたゆうびんきょく）は長崎県長崎市にある郵便局。民営化前の分類では集配普通郵便局であった。

## 概要
住所：〒852-8799 長崎県長崎市川口町9番20号
長崎市街地のやや北部、浦上地区に位置する。

## 沿革
- 1875年（明治8年）1月1日 - 本博多町（もとはかたちょう、現在の万才町の一部）に本博多町郵便取扱所が開設[1][2]。
- 1877年（明治10年）10月 - 本博多町郵便支局と改称。その後、長崎郵便局の分局となり、為替取扱を開始。
- 1883年（明治16年）5月23日 - 長崎郵便局の支局となる。貯金取扱を開始。
- 1886年（明治19年）4月26日 - 長崎本博多町支局に改称。
- 1895年（明治28年）12月15日 - 長崎本博多町郵便受取所となる。
- 1901年（明治34年）3月1日 - 長崎郵便電信局本博多支局となる。
- 1903年（明治36年）4月1日 - 通信官署官制の施行に伴い本博多郵便局となる。
- 19xx年 - 長崎本博多郵便局に改称。
- 1947年（昭和22年）8月17日 - 長崎市出来大工町から同市本博多町に移転[3]。
- 1953年（昭和28年）3月 - 局舎増築落成。
- 1963年（昭和38年）12月1日 - 長崎市本博多町から、同市岩川町に局舎を新築、移転するとともに、長崎北郵便局に改称[4]。
- 1988年（昭和63年）3月26日 - 女の都団地内簡易郵便局の廃止に伴い、取扱事務を承継。
- 1993年（平成5年）7月1日 - 外国通貨の両替および旅行小切手の売買に関する業務取扱を開始。
- 2007年（平成19年）10月1日 - 民営化に伴い、併設された郵便事業長崎北支店に一部業務を移管。
- 2012年（平成24年）10月1日 - 日本郵便株式会社発足に伴い、郵便事業長崎北支店を長崎北郵便局に統合。

## 取扱内容
- 郵便、印紙、ゆうパック、内容証明
- 貯金、為替、振替、振込、国際送金、外貨両替、国債、投資信託
- 生命保険、バイク自賠責保険、自動車保険、変額年金保険、がん保険、引受条件緩和型医療保険
- 地方公共団体事務（長崎市ごみ袋の販売、長崎市バス・電車・タクシー利用券の交付）
- 長崎市内の一部地域の集配業務
- ゆうゆう窓口
- ゆうちょ銀行ATM

## 風景印
- 図柄は長崎平和祈念像と浦上天主堂。局名表記は「長崎北」
- 使用開始日は1986年（昭和61年）1月13日

## 周辺
- 長崎大学歯学部
- 長崎大学病院
- 山王神社
- 長崎西洋館
- 浦上百貨センター
- 長崎合同庁舎
- 長崎市北保健センター
- 長崎県医師会館
- 長崎県総合福祉センター
- 平和公園
- 坂本町国際墓地

## アクセス
- JR長崎本線 浦上駅から徒歩約3分
- 長崎電気軌道 大学病院電停から徒歩約1分
- 長崎県営バス・長崎バス 岩川町停留所下車
- 長崎バイパス 川平ICより南西へ約4km
- 国道206号沿い
- 駐車場あり：11台